# Cistus horrens
Cistus horrens là một loài thực vật có hoa trong họ Nham mân khôi. Loài này được Demoly mô tả khoa học đầu tiên năm 2004.